# Sándor Kőrösi Csoma
Sándor Kőrösi Csoma (znany również jako Aleksander Csoma de Kőrös, ur. 27 marca 1784 w Kőrös, Siedmiogród, zm. 11 kwietnia 1842 w Dardżyling, Indie) – węgierski badacz, orientalista i podróżnik, pionier tybetologii i autor pierwszych prac na temat języka tybetańskiego. 

## Życiorys
W 1819 r. wyruszył pieszo w podróż na wschód w poszukiwaniu praojczyzny Węgrów, która zawiodła go w Himalaje do kraju Ladakh. Tam spędził w klasztorach siedem lat, studiując język, religię, pisma i obrzędy buddyzmu tybetańskiego. W 1834 r. ukazał się drukiem w Kalkucie jego słownik tybetańsko-angielski, a następnie gramatyka języka tybetańskiego.